# Halasd
Halasd (1899-ig Ribek, szlovákul Rybky) község Szlovákiában, a Nagyszombati kerületben, a Szenicei járásban.

## Fekvése
Szenicétől 4 km-re északnyugatra fekszik.

## Története
1394-ben említik először.
Vályi András szerint "RIBKE. Tót falu Nyitra Várm. földes Urai G. Amade, és több Uraságok, lakosai katolikusok leginkább, fekszik Rohovnak szomszédságában, mellynek filiája; határja középszerű, vagyonnyai jelesek, borok meglehetős terem."
Fényes Elek szerint "Ribke, tót falu, Nyitra vmegyében, 279 kath., 103 evang. lak. F. u. a berencsi uradalom. Ut. p. Holics."
A trianoni békeszerződésig Nyitra vármegye Szenicei járásához tartozott.

## Népessége
| Év:            | 1994. | 2004.    | 2014.   | 2024.   |
| -------------- | ----- | -------- | ------- | ------- |
| Emberek száma: | 395   | 441      | 456     | 420     |
| Eltérés:       |       | +11,64 % | +3,40 % | -7,89 % |

| Év:            | 2023. | 2024.   |
| -------------- | ----- | ------- |
| Emberek száma: | 417   | 420     |
| Eltérés:       |       | +0,71 % |

1910-ben 390, túlnyomórészt szlovák lakosa volt.
2001-ben 427 lakosából 426 szlovák volt.
2011-ben 452 lakosából 446 szlovák.

## Nevezetességei
Szűz Mária Neve tiszteletére szentelt római katolikus temploma 1832-ben épült.

## Külső hivatkozások
- Községinfó
- Halasd Szlovákia térképén
- E-obce.sk